# Герой на Съветския съюз
Герой на Съветския съюз е висше почетно звание на СССР. Обикновено се връчва за геройски заслуги към Съветския съюз. Званието като висша степен отличие е създадено с постановление на Централния изпълнителен комитет на СССР от 16 април 1934 година, а медалът към него „Златна звезда“ като отличителен знак – на 1 август 1939 година. Автор на проекта за изработката на медала е архитект Мирон Мержанов.
Първият отличен с това звание е летецът Анатолий Ляпидевски, който спасява живелите 3 месеца върху леда, претърпели бедствие, пътници на ледоразбивача „Челюскин“. За същата тази акция по спасяване на корабокрушенците са наградени и: Сигизмунд Леваневски, Василий Молоков, Николай Каманин, Маврикий Слепньов, Михаил Водопянов, Иван Доронин.

## Българи, герои на Съветския съюз
- Владимир Заимов
- Тодор Живков
- Георги Иванов
- Александър Александров
- Ген. Захари Захариев